# براد ستون
براد ستون (بالإنجليزية: Brad Stone)‏ هو صحفي وكاتب أمريكي، ولد في 1971 في كليفلاند في الولايات المتحدة.

## وصلات خارجية
- الموقع الرسمي
- براد ستون على موقع ميوزك برينز (الإنجليزية)